# Nils Wedel

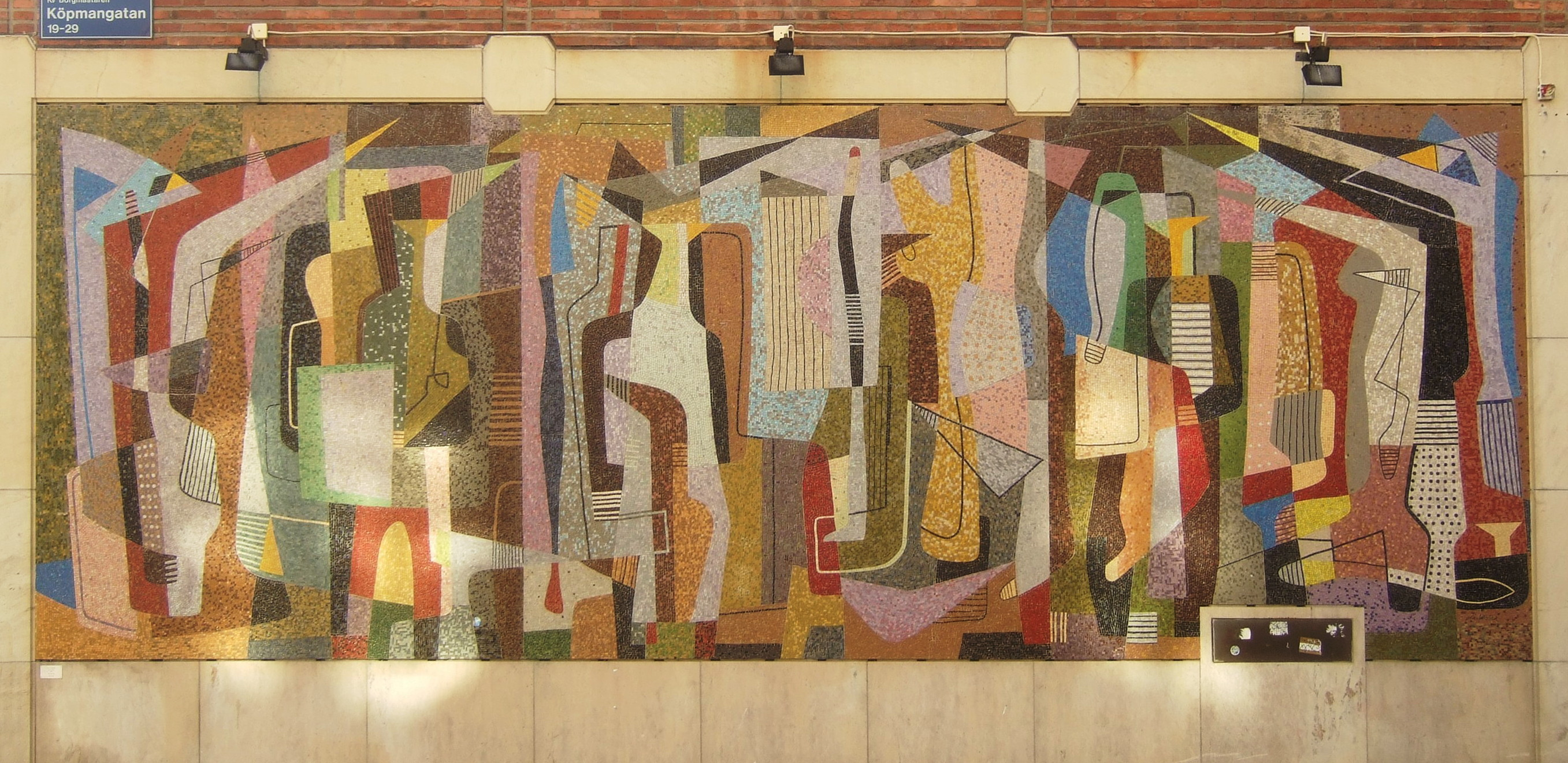
Mosaik, posthuset i Sundsvall, 1955

Nils Adolf Wedel, född 4 februari 1897 i Göteborg, död 17 juli 1967 i Söbben på Orust, var en svensk målare, grafiker, textil-, reklam- och bokkonstnär.

## Biografi
Nils Wedel var son till verkmästaren Nils Wedel och Hulda Fredrika Kylén och bror till Inga Wedel-Hansson. Han utbildade sig för Albert Eldh vid Slöjdföreningens skola i Göteborg 1915–1917 och samtidigt utbildade han sig till yrkeslitograf och bokhantverkare vid Wezäta. Efter en studieresa till Köpenhamn 1919–1920 reste han till Paris där han studerade för fauvisten Othon Friesz på Académie Moderne 1921–1922. Efter studieåren var han bosatt i Danmark 1923–1928 och därefter i Malmö 1928–1938. Under åren 1939–1958 var han anställd som lärare i dekorativt måleri och grafik vid Slöjdföreningens skola där han efterträdde sin gamla lärare Albert Eldh.
I samband med att han kom till Paris 1921 kom han i kontakt med Gösta Adrian-Nilsson som förmedlade en kontakt med Fernand Léger som introducerade honom i den då nya kubistiska stilen. Wedel sade själv i en intervju 1946 När jag kom till Frankrike som mycket ung efter första världskriget och fick se kubismen, var det den största upplevelsen i mitt liv. Jag blev fullkomligt förhäxad och det är det största som har hänt i tillvaron. Léger kom att spela en betydande roll i Wedels fortsatta konstnärskap och han anammade Légers kraftfulla enkelhet och skapade en vital formsträng i sina stilleben, figurmotiv och abstrakta kompositioner. Under 1930-talet kom han att påverkas av surrealismen men övergick inte helt utan skapade en mer personlig fri surrealistisk stil som kulminerade med målningarna Sadism och Ockupation under andra världskrigets ockupationsår.
Tillsammans med sin hustru som överförde en del av hans abstrakta målningar till batik utexperimenterade de den nya vaxmålningstekniken NAVAX som var en temperafärg på linneväv där man smälte in vax som brände fast målningen på väggen. Resultatet gav en hållbar lyster som han använde både i sin stafflikonst på pannåer och för monumentala målningar som Konsterna befolkar det nya museet som han utförde i Norrköpings konstmuseums trapphall 1946 och Samhället av i dag för Folkets hus i Göteborg 1951 samt Textilinstitutet i Borås och vattenverket i Göteborg. Målningen i Norrköpings konstmuseum var en mycket svår uppgift, det var en 90 kvadratmeter stor yta belägen bakom en spiraltrappa i tre våningar fylld med figurer där man från ingen punkt kan se hela målningen i sin helhet. Wedel inledde målningen på bottenvåningen där han skildrade den första konstarten keramiken som följs av en skulptur med armeringsjärn. Vid tidpunkten för utförandet användes den övre trapphallen som musikrum och det blev naturligt att han utsmyckade väggen med olika representanter för den primitiva musiken, gatumusikanten och Fru Musica med tunga former som en representant för den klassiska musiken. En kvinnlig gestalt bär upp Wedels målning Sadistiskt aggressiv och vid sidan av Fru Musica står en skald och hans musa som bär en stor snäcka på huvudet som symbol för surrealismen.
Som grafiker utförde han arbeten i etsning, akvatint, träsnitt, trägravyr och litografi. Han skapade en trägravyr där han presenterade sina fem inspirationskällor Matisse, Gauguin, Picasso, Braque och Campigli och 1945 gav han ut en grafikportfölj med fyra färglitografier och två träsnitt som följdes av en grafikportfölj tillsammans med Adja Yunkers 1946. Han bosatte sig 1958 på Orust där han utförde ett flertal stafflimålningar i olja som han tillsammans med sin fru Alice ställde ut på Göteborgs konsthall 1964. Som affischkonstnär skapade han ett flertal slagkraftiga affischer som väckte stor uppskattning. Han utförde även en rad okonventionella bokband för N. Lindes bokbinderi i Göteborg samt dekorationerna till Benjamin Brittens operakantat St. Nicholas och till baletten Fröken Julie för Stora teatern i Göteborg 1952. Under sina år i Göteborg var han även konstanmälare och kulturskribent i Ny Tid samt redigerare av skriften Konstnärer om konst. Fragmentariska uttalanden.
I Göteborg finns även en väggmålning av Wedel på Sahlgrenska. Bland hans övriga offentliga arbeten märks utsmyckningar för Folkets hus i Linköping, Textilarbetarförbundets hus i Norrköping, Svenska ambassaden i Oslo samt förskolor i Oskarshamn och Norrköping. Han utförde ett flertal större mosaikutsmyckningar bland annat i Sundsvalls posthus 1951–1952, Valhallabadet i Göteborg 1957 och Uppståndelsens kapell i Lund 1966. Han var verksam som målare, illustratör, grafisk formgivare, monumentalkonstnär, konstpedagog och konstkritiker.

## Utställningar
Tillsammans med sin fru och sin syster Inga Wedel-Hansson ställde han ut på Malmö rådhus 1937 och tillsammans med Karin Parrow på Göteborgs konsthall 1943 samt tillsammans med Christian Berg på Halmstads museum 1944 samt tillsammans med Nils Nilsson på Galleri Modern konst i Malmö 1942. Separat eller tillsammans med sin fru ställde han bland annat ut på Färg och Form, Malmö museum, Galleri Brinken, Svensk-franska konstgalleriet och Sveagalleriet i Stockholm, SDS-hallen i Malmö samt Borås, Helsingborg, Norrköping, Hässleholm, Linköping, Uddevalla, Milano och Venedig. Under 1930-, 1940- och 1950-talen medverkade han upprepade tillfällen i samlingsutställningar arrangerade av Skånes konstförening i Malmö och med Konstföreningen Aura i Lund, Malmö med flera skånska städer. Han var representerad i flera av Grafiska sällskapets utställningar i Stockholm och Kunstnernes Efteraarsudstilling i Köpenhamn 1923–1926 samt Sveriges allmänna konstförenings salonger i Stockholm och utställningen Surrealism i Norden som visades i Lund 1937 och den Skandinaviska utställningen i Köpenhamn 1939, Göteborgsmåleri av i dag visad i Åbo 1950, Skånekonstnärer på Liljevalchs konsthall 1951, en utställning med Göteborgskonstnärer som visades i Dublin 1951 och Nordiska konstförbundets utställningar i Oslo och Bergen. Som medlem i Grupp 54 medverkade han i föreningens aktiviteter.
Han var från 1921 gift med textilkonstnären Alice Wallén (1895–1984). De är begravda på Torps kyrkogård. Han var genom dottern Eva Hasselblad (född 1923) svärfar till konstnären Arne Hasselblad. Journalisten Kristian Wedel är barnbarn till Nils Wedels syster Inga Wedel-Hansson.
Wedel är representerad vid Nationalmuseum, Moderna museet i Stockholm, på Göteborgs konstmuseum, Arkivet för dekorativ konst, Malmö museum, Norrköpings Konstmuseum, Värmlands museum, Statens Museum for Kunst och Kalmar konstmuseum.

## Offentliga verk i urval
- Musikanter (1938), oljemålning på pannå, 230 x 330 cm, i entrén utanför Stenhammarssalen i Göteborgs konserthus
- För kunskap om livet , Låtom oss förena oss, Människor över hela jorden, vad veta vi om världen vi leva i (1938), väggmålningar entréplan ABF-huset Malmö
- Nawaxmålning (1946), trapphuset Norrköpings Konstmuseum
- Nawaxmålning (1951), Folkets hus i Göteborg
- Nawaxmålning (1954), Folkets hus i Linköping
- Väggmosaik (1955), utanför huvudentrén till posthuset, Köpmangatan 19 i Sundsvall
- Väggmosaik (1956), badhallen i Valhallabadet i Göteborg
- Väggmosaik (1960), Uppståndelsens kapell, Norra kyrkogården i Lund
- Navaxmålning, 538 x 340 cm, Göteborgs Bryggerimuseum, Pripps i Västra Frölunda i Göteborg